# قائمة الكواكب الصغيرة العابرة لمدار الأرض

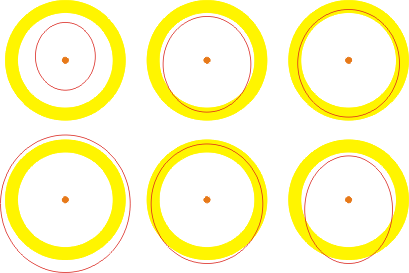
رسم بياني يظهر مسارات الكويكبات المختلفة. النطاق الاصفر يمثل مدار الأرض؛;ويمثل الخط الأحمر مسار الكويكب

عابر-الأرض هو كل كويكب قريب من الأرض يعبر مداره كوكب الأرض مرصود من القطب المداري لمدار الأرض
يتم سرد الكويكبات المرقمة والمعروف بأنها تعبر مدار الأرض هنا. وهي كويكبات ذات محاور شبه رئيسية أصغر من الأرض معظمها كويكبات آتن؛ والباقي كويكبات أبولو.

## القائمة
- 1566 إيكاروس
- 1620 جيوغرافوس
- 1685 تورو
- 1862 أبولو
- 1863 أنتينوس
- 1864 ديدالوس
- 1865 سيربيروس
- 1866 سيزيفوس
- 1981 ميداس
- 2062 أتن
- 2063 باخوس
- 2100 را-شالوم
- 2101 أدونيس
- 2102 تانتالوس
- 2135 أريستايوس
- 2201 أولجاتو
- 2212 هيفايستوس
- 2329 أورثوس
- 2340 هاثور
- 3103 إيغر
- 3200 فايثون
- 3360 سيرينكس
- 3361 أورفيوس
- 3362 خوفو
- 3554 آمون
- 3671 ديونيسوس
- 3752 كاميلو
- كرويثن 3753
- 3838 إبونا
- 4015 ولسون-هارنغتون
- 4034 فيشنو
- 4179 توتاتيس
- 4183 كونو
- 4197 مورفيوس
- 4257 أوباستي
- 4341 بوسيدون
- 4450 بان
- 4486 ميثرا
- 4544 زانثوس
- 4581 أسكليبيوس
- 4660 نيريوس
- 4769 كاستاليا
- (4953) 1990 MU
- 5011 بيتاه
- (5131) 1990 BG
- 5143 هيراكليس
- (5189) 1990 UQ
- 5381 سخمت
- (5496) 1973 NA
- (5590) 1990 VA
- (5604) 1992 FE
- (5645) 1990 SP
- (5660) 1974 MA
- (5693) 1993 EA
- 5731 زيوس
- 5786 تالوس
- (5828) 1991 AM
- (6037) 1988 EG
- (6047) 1991 TB1
- (6053) 1993 BW3
- 6063 جاسون
- 6239 مينوس
- 7092 كادموس
- 6489 غوليفكا
- (6455) 1992 HE
- (6611) 1993 VW
- (7025) 1993 QA
- (7335) 1989 JA
- (7341) 1991 VK
- (7350) 1993 VA
- (7482) 1994 PC1
- (7753) 1988 XB
- (7822) 1991 CS
- (7888) 1993 UC
- (7889) 1994 LX
- (8014) 1990 MF
- (8035) 1992 TB
- (8176) 1991 WA
- (8201) 1994 AH2
- (8507) 1991 CB1
- (8566) 1996 EN
- (9058) 1992 JB
- 9162 كويلا
- 10563 إيزدوبار
- 11066 سيغورد
- 11311 بيليوس
- 11500 تومايويت
- 11885 سومانوس
- 12711 توكميت
- 12923 زفير
- 14827 هيبنوس
- 24761 أهو
- إيتوكاوا 25143
- (9202) 1993 PB
- (9856) 1991 EE
- (10115) 1992 SK
- (10145) 1994 CK1
- (10165) 1995 BL2
- (10636) 1998 QK56
- (11405) 1999 CV3
- (12538) 1998 OH
- (13651) 1997 BR
- (16816) 1997 UF9
- (16834) 1997 WU22
- (16960) 1998 QS52
- (17181) 1999 UM3
- (17182) 1999 VU
- (17188) 1999 WC2
- (17511) 1992 QN
- (20236) 1998 BZ7
- (20425) 1998 VD35
- (20429) 1998 YN1
- (20826) 2000 UV13
- (22099) 2000 EX106
- (22753) 1998 WT
- (22771) 1999 CU3
- (23187) 2000 PN9
- (24443) 2000 OG
- (24445) 2000 PM8
- (25330) 1999 KV4
- (26379) 1999 HZ1
- (26663) 2000 XK47
- (27002) 1998 DV9
- (29075) 1950 DA
- (30825) 1990 TG1
- (30997) 1995 UO5
- (31662) 1999 HP11
- (31669) 1999 JT6
- (33342) 1998 WT24
- (35107) 1991 VH
- (35396) 1997 XF11
- (35670) 1998 SU27
- (36236) 1999 VV
- (36284) 2000 DM8
- (37638) 1993 VB
- 37655 إلابا
- 38086 بيوولف
- (38239) 1999 OR3
- (40267) 1999 GJ4
- (41429) 2000 GE2
- (42286) 2001 TN41
- (52340) 1992 SY
- (52750) 1998 KK17
- (52760) 1998 ML14
- (52762) 1998 MT24
- (53319) 1999 JM8
- (53409) 1999 LU7
- (53426) 1999 SL5
- (53429) 1999 TF5
- (53550) 2000 BF19
- (53789) 2000 ED104
- 54509 يورب
- (55408) 2001 TC2
- (55532) 2001 WG2
- (65679) 1989 UQ
- (65690) 1991 DG
- (65717) 1993 BX3
- (65733) 1993 PC
- 65803 ديديموس
- 69230 هرمس
- 85585 مجولنير
- (65909) 1998 FH12
- (66008) 1998 QH2
- (66063) 1998 RO1
- (66146) 1998 TU3
- (66253) 1999 GT3
- (66391) 1999 KW4
- (66400) 1999 LT7
- (67381) 2000 OL8
- (67399) 2000 PJ6
- (68216) 2001 CV26
- (68267) 2001 EA16
- (68346) 2001 KZ66
- (68347) 2001 KB67
- (68348) 2001 LO7
- (68372) 2001 PM9
- (68548) 2001 XR31
- (68950) 2002 QF15
- (85182) 1991 AQ
- (85236) 1993 KH
- (85640) 1998 OX4
- (85713) 1998 SS49
- (85770) 1998 UP1
- (85774) 1998 UT18
- (85818) 1998 XM4
- (85938) 1999 DJ4
- (85953) 1999 FK21
- (85989) 1999 JD6
- (85990) 1999 JV6
- (86039) 1999 NC43
- (86450) 2000 CK33
- (86666) 2000 FL10
- (86667) 2000 FO10
- (86819) 2000 GK137
- (86829) 2000 GR146
- (86878) 2000 HD24
- (87024) 2000 JS66
- (87025) 2000 JT66
- (87309) 2000 QP
- (87311) 2000 QJ1
- (87684) 2000 SY2
- (88213) 2001 AF2
- (88254) 2001 FM129
- (88710) 2001 SL9
- (88959) 2001 TZ44
- (89136) 2001 US16
- (89958) 2002 LY45
- (89959) 2002 NT7
- (90075) 2002 VU94
- (90147) 2002 YK14
- (90367) 2003 LC5
- (90403) 2003 YE45
- (90416) 2003 YK118
- 99942 أبوفيس
- (136617) 1994 CC
- (153591) 2001 SN263
- كويكب دي إيه 14
- (374158) 2004 UL
- (386454) 2008 XM
- 2002 VE68
- 2005 HC4
- (394130) 2006 HY51
- 2008 FF5
- 2008 HO3
- (410777) 2009 FD
- 2012 XE133
- 2013 ND15